# Jeanne d'Arc Debonheur
Jeanne d'Arc Debonheur, née le 19 avril 1978 au Rwanda, est une femme politique rwandaise. Elle est ministre de la Gestion des catastrophes et des Réfugiés de 2017 à 2020.

## Biographie
Elle est titulaire d'une maîtrise en droit, obtenue en 2012 à l'université nationale du Rwanda.
Elle commence sa carrière en 1998 en tant que greffière au tribunal de commerce de Musanze et de Nyarugenge ; elle exerce cette fonction jusqu'en 2011. De 2011 à 2012, elle travaille comme juriste et conseillère à la Chambre des députés du Rwanda. Pendant trois mois, de janvier 2013 au 23 avril 2013, elle est juriste auprès de l'Agence de gestion de l'environnement du Rwanda (REMA),.
À partir du 24 avril 2013, elle est spécialiste en rédaction de textes parlementaires et conseillère juridique du Sénat rwandais, occupant cette fonction jusqu'au 29 août 2017. Le 31 août 2017, elle est nommée ministre de la Gestion des catastrophes et des Réfugiés.

## Vie privée
Elle est mariée et mère de trois enfants.

## Source
- (en) Cet article est partiellement ou en totalité issu de l’article de Wikipédia en anglais intitulé « Jeanne d’Arc Debonheur » (voir la liste des auteurs).